# 近江鉄道モハ203形電車
近江鉄道モハ203形電車（おうみてつどうモハ203がたでんしゃ）は、近江鉄道にかつて在籍していた通勤形電車である。モハ203 - 205の3両が存在したが、モハ204は後年荷物・郵便合造車に改造され、モユニ11形11と改称・改番されている。本項では同形式についても記述する。

## 概要
モハ203は元小田急電鉄（小田急）デハ1600形1610の車体を、モハ204は元京王帝都電鉄（京王）デハ1700形1707の車体をそれぞれ旧型国電の廃車発生品と組み合わせて登場したもの、モハ205は三岐鉄道より譲り受けたモハ140形141を本形式に編入したものである。いずれも性能が同一である両運転台車ということから同一形式にまとめられた。
なお、後年近江鉄道の旧性能車の多くに施工された、制動装置の電気指令ブレーキ化やFS40台車への換装は本形式には施工されず、最後までAM系自動空気ブレーキおよび釣り合い梁式DT10台車のままであった。

### モハ203
1967年（昭和42年）12月に東京急行電鉄（東急）よりサハ3100形3101を譲り受け、サハ100形101として竣工したものである。その後車体の老朽化が進んだことから、1970年（昭和45年）に小田急デハ1600形1610の車体との載せ替えが西武所沢車両工場にて実施され、同時に電装化が施工されてモハ203形203と改称・改番された。こうした経緯はモハ200形と同様であるが、モハ201・202が片運転台車であったのに対し、当車は両運転台車であったことから別形式に区分されたものである。
後年ワンマン化改造を受け、多賀線などの区間運用に重宝されていた当車であったが、経年による老朽化が目立ち始めたことから、当車の台枠に親会社の西武鉄道から譲り受けた701系クハ1742の車体部品を切り継ぐ大改造が施工され、モハ220形222として再生し面目を一新した。
このため、車籍こそ引き継がれているものの、外観上当車の面影は全く残っていない。

### モハ204（モユニ11）
名義上は自社工場製のクハ1212形1212を1973年（昭和48年）に電動車化した車両であるが、実際は京王デハ1700形1707の車体を譲り受け、西武所沢工場にて中古の床下機器と組み合わせたものであり、種車から引き継がれたものは車籍のみである。同時に両運転台化改造が施工されたことから、性能・構造の近い203形へ統合された。
その後、モユニ10形の老朽化に伴い、両運転台車であった当車が後継車両に選ばれ、1980年（昭和55年）に車内を荷物・郵便合造仕様に改造の上モユニ11形11と改称・改番された。しかし、1984年（昭和59年）1月末をもって鉄道郵便輸送が廃止されたことから当車も用途を失う形となって運用から外れ、長期間休車となった後1990年（平成2年）12月に廃車となった。
除籍後も長らく彦根工場構内に留置されていたが、彦根駅東口再開発に伴い留置場所であったヤードが廃止されることとなったため、2004年（平成16年）7月に解体処分された。

### モハ205
1980年（昭和55年）11月に三岐鉄道から譲り受けた元モハ140形141であるが、元はモハ203と同様、元小田急デハ1600形1605である。近江鉄道入線に際しては小田急（三岐）当時の車籍をそのまま継承する形で入籍した。当車は三岐鉄道入線時に両運転台化および主要機器の旧型国電の廃車発生品への換装を施工していたが、近江鉄道入線に際して台車を原形の住友金属工業製の帯鋼リベット組立型釣り合い梁式KS33からDT10に交換し、他車と仕様を揃えられている。なお、パンタグラフについては他車が貴生川・近江八幡寄りに搭載されていたのに対し、当車のみは米原寄りに搭載されていた点が特徴であった。
その後1983年（昭和58年）に、当車は500系クハ1506の新製に際して車籍を譲ったが、同年にモユニ10形10より車籍を継承する形で再入籍している。そのため、モハ205という車番に変化はなかったものの、車籍には変化が生じている。
モハ203とともにワンマン化改造を受け、主に区間運用で使用された当車であったが、同様に車体の老朽化が進行したことから、台枠と主要機器を流用してモハ220形221として再生された。こちらも車籍が引き継がれているものの、種車となった当車の面影は全く残っていない。